# De Lannoy (Belgisch adelsgeslacht)

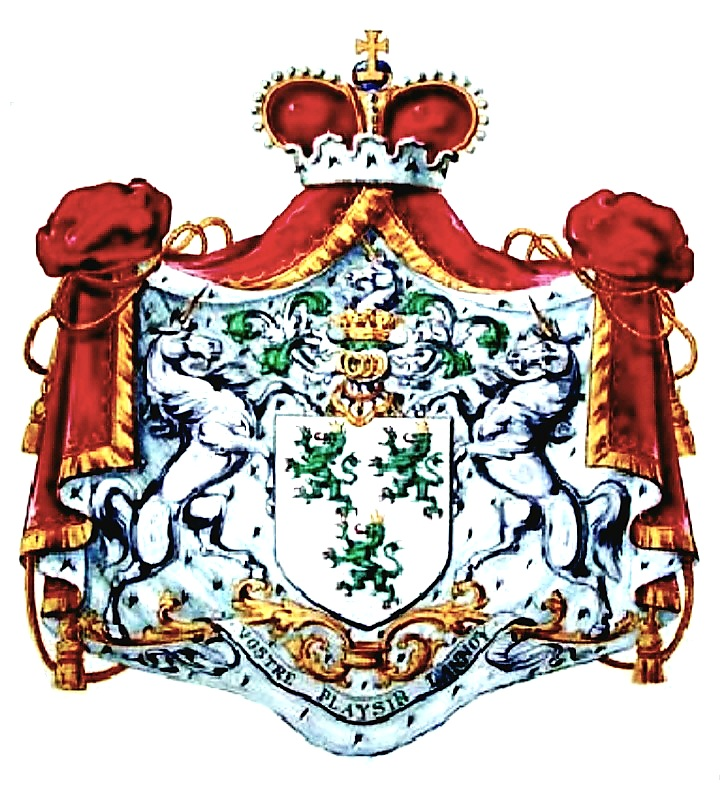
Het wapen van de familie de Lannoy

De Lannoy is een Zuid-Nederlandse adellijke familie afkomstig uit het Franstalige deel van het graafschap Vlaanderen, die vanaf 1290 verscheen in de omgeving van Doornik en erna in heel het graafschap Henegouwen en andere gewesten.

## Geschiedenis

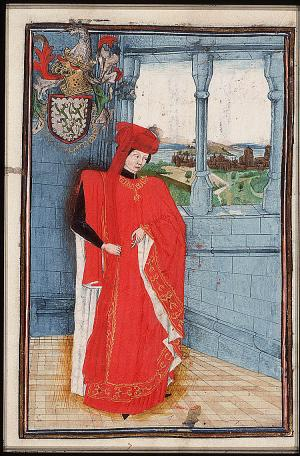
Hugo van Lannoy in kostuum van ridder van de Orde van het Gulden Vlies

De familie de Lannoy behoorde al in de veertiende eeuw tot de adel van het graafschap Vlaanderen en nadien van het graafschap Henegouwen, en meer algemeen van de Zuidelijke Nederlanden.
Verschillende onder hen speelden een rol als raadgevers van de opeenvolgende hertogen van Bourgondië en van Maximiliaan I van Oostenrijk. Ze komen voor onder de leden van de Orde van het Gulden Vlies, die zestien de Lannoys in zijn rangen opnam:

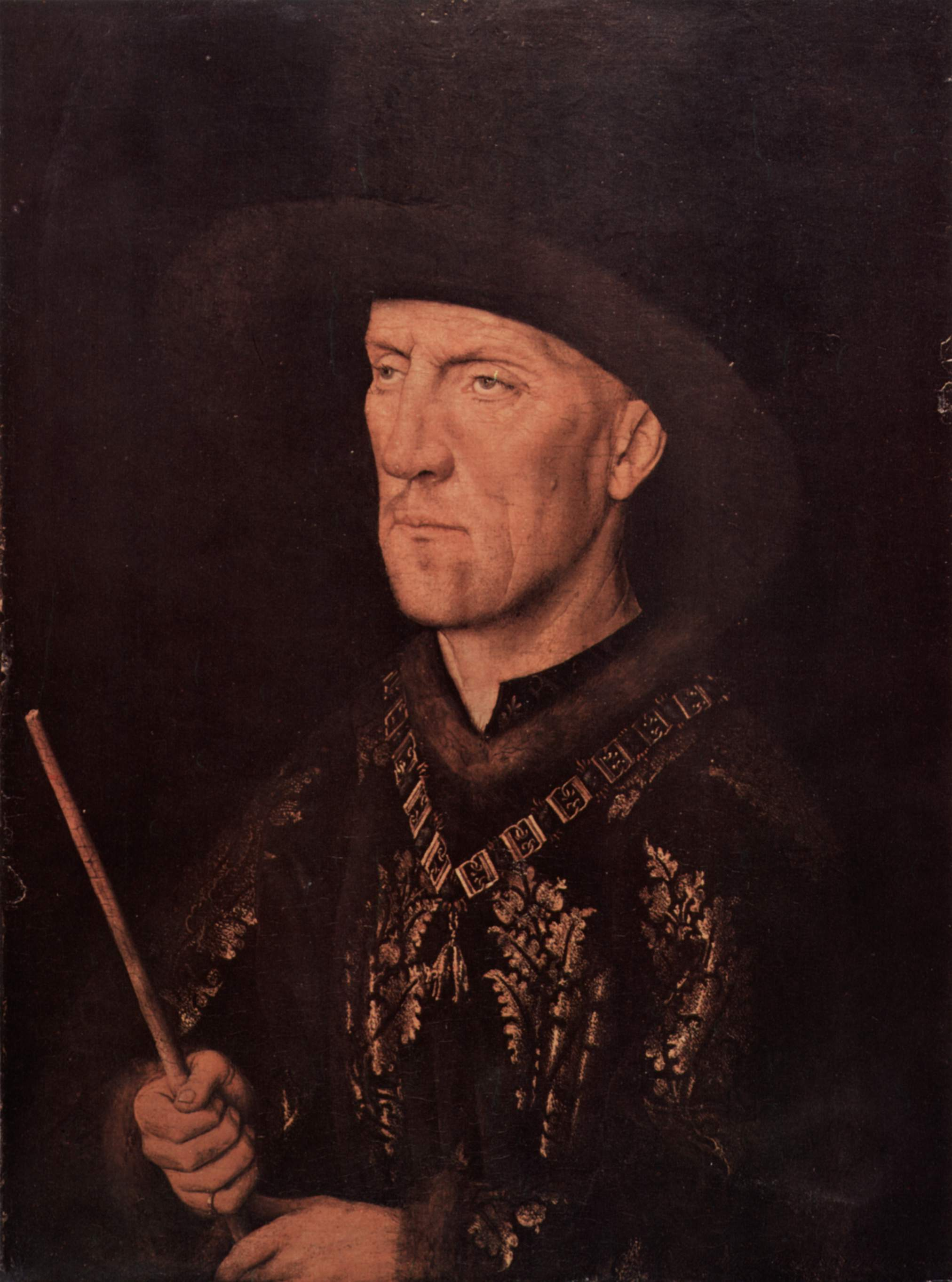
Boudewijn van Lannoy door Jan van Eyck

- Ghillebert van Lannoy (1386-1462).
- Hugo van Lannoy (1384-1456).
- Jan van Lannoy (1410-1493).
- Boudewijn I van Lannoy (1388-1474).
- Boudewijn II van Lannoy, heer van Molembaix (~1436-1501).
- Pieter van Lannoy, heer van Fresnoy (~1445-1510).
- Filips van Lannoy, gouverneur van Doornik (ca. 1465-1535).
- Karel van Lannoy, heer van Senzeille, eerste prins van Sulmona en Ortonamare (1487-1527).
- Filips van Lannoy, heer van Molembaix (1487-1543).
- Jan van Lannoy, heer van Molembaix (1511-1560).
- Filips Karel II van Lannoy, tweede prins van Sulmona en Ortonamare (1514-1553).
- Boudewijn III van Lannoy, heer van Molembaix (1518-1559).
- Karel III van Lannoy, derde prins van Sulmona (1537-1568).
- Horace de Lannoy vierde prins van Sulmona (†1597).
- Claude van Lannoy, graaf van la Motterie (1578-1643).
- Eugène-Hyacinthe de Lannoy, graaf van la Motterie, baron van Sombreffe.

## Adelserkenningen
Karel van Lannoy, onderkoning van Napels, was de eerste die een officiële adellijke titel ontving. Het was in 1526 dat keizer Karel V hem de titel graaf van het Heilige Roomse Rijk toekende, overdraagbaar op al zijn afstammelingen.
In 1628 was het koning Filips IV van Spanje die de titel graaf toekende aan Claude van Lannoy.
In 1840 werd aan graaf Napoleon de Lannoy-Clervaux de titel van prins van Rheina-Wolbeck toegekend.

## Verschillende takken
Het huis Lannoy is onder te verdelen in verschillende takken:
- Lannoy-Sulmona
- Lannoy Bojano
- Lannoy van het Heilige Roomse Rijk
- Lannoy de la Motterie
- Lannoy Beaurepaire
- Lannoy-Clervaux.

## De afstammelingen van Jacques de Lannoy
Jacques de Lannoy (†1587), heer van de Motterie, was het familiehoofd van de verschillende takken die in 1795 door de afschaffing van de adel werden getroffen en die na 1815, ten tijde van het Verenigd Koninkrijk der Nederlanden, opnieuw in de adel werden opgenomen. Hij was getrouwd met Suzanne de Noyelle, en ze hadden twee zoons, Adrien en Claude.
- Adrien de Lannoy, heer van Wasmes trouwde met Honorine Baudin.
  - François de Lannoy (1608-1693), trouwde in 1637 met Mechtilde de Bergh dit Trips.
    - Charles de Lannoy (1644-1726), trouwde met Marie du Bois de Fiennes.
      - Charles de Lannoy (†1758), heer van Wattignies, trouwde met Marie le Clément du Vault (1703-1775)
        - Augustin de Lannoy, heer van la Chaussée (°1743), trouwde met Ferdinande de Franeau d'Hyon. 
          - François de Lannoy (zie hieronder).
- Claude de Lannoy, graaf van la Motterie trouwde met Marie le Vasseur en in tweede huwelijk met barones Claudine d'Eltz, vrouwe van Clervaux.
  - Philippe de Lannoy et de la Motterie (†1658), trouwde met Louise d'Ognies.
    - François de Lannoy et de la Motterie (1648-1723), trouwde met Anne de Gavre.
      - Eugène de Lannoy et de la Motterie (1684-1755), trouwde met Lambertine du Faing. 
        - Chrétien de Lannoy (zie hieronder).

  - Albert de Lannoy, baron van Clervaux trouwde met Anne de Reede de Hesfeld.
    - François de Lannoy, trouwde met barones Anne van der Horst.
      - Adrien de Lannoy-Clervaux, trouwde met Aldegonde de Warnant.
        - Adrien de Lannoy-Clervaux, trouwde met Constance de Wignacourt. 
          - Félix de Lannoy-Clervaux (zie hieronder).
          - Florent de Lannoy (1760-1836), broer van Félix, trouwde met Clémentine de Looz-Corswarem.
            - Napoleon de Lannoy (1807-1874), prins van Rheina-Wolbeck trouwde met Marie de Liedekerke Beaufort.
              - Edgard de Lannoy (1835-1912), trouwde met Marie-Anne Corberon .
                - Jules de Lannoy-Clervaux (1865-1941), trouwde met Marie Anguelcova. 
                  - Claude de Lannoy (zie hieronder).

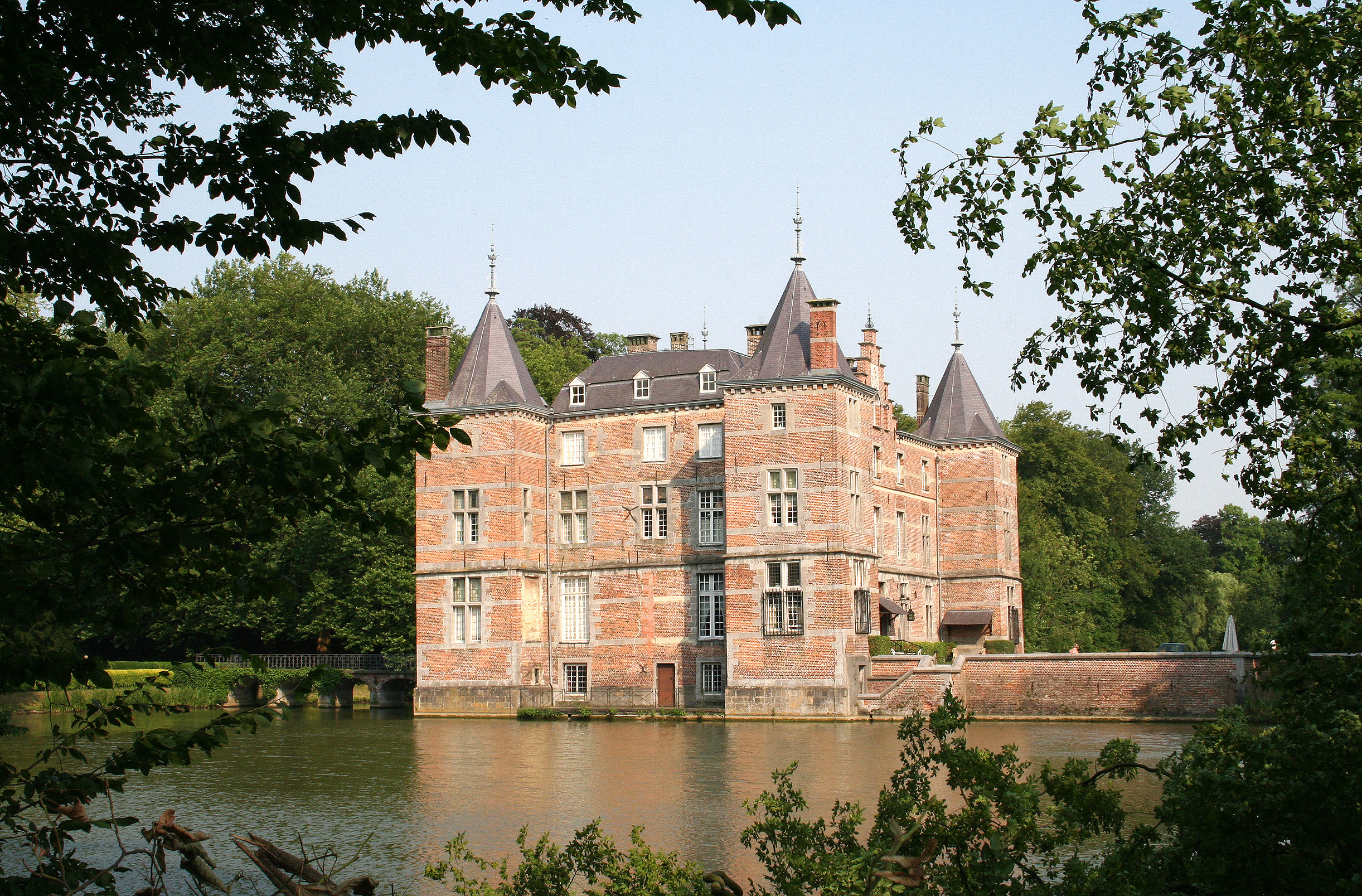
Het kasteel van Anvaing, hoofdzetel van de familie de Lannoy

Bij de reorganisatie van de in 1795 afgeschafte adel, werden verschillende Lannoys opnieuw in de erfelijke adel erkend.

## François de Lannoy
- Jacques Adrien François de Lannoy (Doornik, 10 januari 1769 - Brussel, 1 januari 1835) was een zoon van de infanterieofficier Augustin de Lannoy de la Chaussée (°1743) en van Ferdinande de Franeau d'Hyon. Hij trouwde met gravin Louise d'Ursel (1775-1834), die een dochter was van de hertog Wolfgang Willem d'Ursel en van de prinses Marie-Flore d'Arenberg. Ze hadden drie zoons, waarvan er een trouwde, en een dochter, die religieuze van het Heilig Hart werd. Zijn activiteiten tijdens de revolutiejaren en het Franse keizerrijk bleven bescheiden. In 1816 werd hij erkend in de erfelijke adel met de titel graaf, overdraagbaar op al zijn afstammelingen, maar hij weigerde erop in te gaan en de benoeming werd geannuleerd. Het belette niet dat hij in 1823 een erkenning van adeldom bekwam en gewoon op de lijst van de adel werd ingeschreven. Hij werd ook nog kamerheer van Willem I der Nederlanden en burgemeester van Anvaing.
  - Gustave de Lannoy (Brussel, 5 augustus 1800 - Anvaing, 6 november 1892). Hij trouwde met gravin Charlotte van der Noot d'Assche (1806-1861) en ze kregen drie dochters (twee werden kloosterzuster) en twee zoons.
    - Charles de Lannoy (1828-1901), burgemeester van Anvaing, trouwde met Emma du Parc (1843-1902).
      - Philippe de Lannoy (1866-1937) was grootmaarschalk van het Belgisch Hof en grootmeester van het huis van koningin Elisabeth. Hij was ook burgemeester van Anvaing. Hij trouwde met Rosalie de Beeckman (1877-1963) en ze hadden vijf kinderen.
        - Paul de Lannoy (1898-1980) was burgemeester van Anvaing en vicevoorzitter van de Vereniging van de Belgische adel. Hij trouwde met prinses Beatrix de Ligne (1898-1982) en ze hadden zeven kinderen.
          - Philippe de Lannoy (1922-2019) trouwde met Alix della Faille de Leverghem (1941-2012). Ze kregen acht kinderen.
            - Jehan de Lannoy (°1966), advocaat x Beatrice Spates (°1968).
            - Stéphanie de Lannoy (°1984) trouwde in 2012 met erfgroothertog Willem van Luxemburg (°1981).
              - In 2020 zorgde ze met haar zoon Charles van Luxemburg voor een opvolger voor de Luxemburgse troon.

## Chrétien de Lannoy
Chrétien Joseph Grégoire Ernest de Lannoy de la Motterie (1731-1822) werd in 1816 erkend in de erfelijke adel. Zijn huwelijk met gravin Marie Catherine Josephe, gravin van Merode en prinses van Rubempré en Everberg (1743-1794) kreeg een dochter, in wie in 1826 deze tak uitdoofde.

## Félix de Lannoy
- Félix Balthazar Pierre Adrien de Lannoy (Luik, 3 februari 1757 - 20 mei 1827) was een zoon van Adrien de Lannoy-Clervaux en Constance de Wignacourt. Hij trouwde met Marie de Berlo-Suys (°1762). Ze hadden drie kinderen, die echter zonder nakomelingen bleven, zodat deze tak in 1854 uitdoofde. In 1816 werd hij op de lijst van de in de erfelijke adel erkende personen opgetekend, met de titel graaf, overdraagbaar op al zijn afstammelingen en met opname in de Ridderschap van de provincie Luik.
  - Léopold de Lannoy-Clervaux (1783-1841) werd met zijn vader vermeld op de eerste lijst van de erkende adellijke personen.
  - Adrien de Lannoy-Clervaux (1783-1854) werd eveneens op de eerste lijst van erkende edellieden vermeld. De tweelingbroers bleven kinderloos.

## Claude de Lannoy-Clervaux
Claude-Désiré de Lannoy-Clervaux (°1931) verkreeg in 1980 erkenning van erfelijke adel met de titel graaf voor al zijn afstammelingen. Zijn voorouders hadden dit gedurende vier generaties nagelaten aan te vragen, met als gevolg tot ze niet meer tot de adel konden gerekend worden, ook al betitelden ze zich zelf verder als graaf en al trouwden sommigen binnen de hoge adel (de Looz-Corswarem en de Liedekerke Beaufort).
Claude trouwde met de Amerikaanse Karen Butler (°1947) (gescheiden in 2000) en ze hadden een dochter, Christine de Lannoy-Clervaux (°1973), die trouwde met architect Bernard Coomans de Brachène (1974). Deze jongste tak is dus op weg naar de uitdoving.